# الغواصة الألمانية يو-537
غواصة يو-537 غواصة يو بوت ألمانية من الفئة التاسعة سي/40 بنيت لسلاح بحرية ألمانيا النازية كريغسمارينه، في أحواض دويتشه ويرفت في هامبورغ خلال الحرب العالمية الثانية. أبحرت يو-537 في 25 مارس 1944 ووصلت جاكرتا في 2 أغسطس.